# Piet Zwart
Piet Zwart, né le 28 mai 1885 à Zaandijk et mort le  24 septembre 1977 à Wassenaar aux Pays-Bas, est un designer industriel, typographe et photographe néerlandais. 

## Biographie
Piet Zwart commença sa carrière comme architecte et travailla pour Jan Wils et Berlage.  
Comme designer, Zwart fut reconnu pour son travail pour la Nederlandse Kabelfabriek Delft (usine de câble à Delft) et la poste hollandaise, et pour son rôle de précurseur dans le champ de la typographie. Il n'adhéra pas aux règles traditionnelles de la typographie, mais utilisa les principes du constructivisme dans son travail commercial. Son travail est marqué par l'utilisation de couleurs primaires, des formes géométriques, et par la répétition de motifs texte et l'usage du photomontage et des photogrammes. 
En 1923, il fit la rencontre de Lissitzky et de Schwitters ce qui bouleversa son travail. Il fit usage des photogrammes pour la première fois en 1924 et son travail de typographes resta marqué par ces rencontres qui donnèrent une touche dadaïste et constructiviste à son travail.
Il a réalisé 275 designs en 10 ans pour la société NKF, presque tous furent des travaux typographiques. Il quitta son emploi en 1933 pour devenir designer d'intérieur et la photographie devient un de ses principales outils.
Piet Zwart est mort à l'âge de 92 ans en 1977.
Ses documents personnels et archives sont dispersés depuis 2013 en vente publique chez Bubb Kuyper (nl) lors de plusieurs ventes.

## Timbres postaux 1931

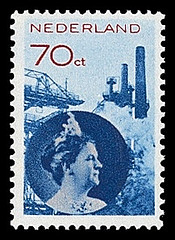
Wilhelmine
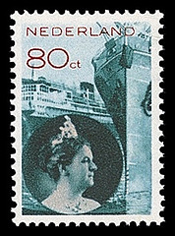
Wilhelmine
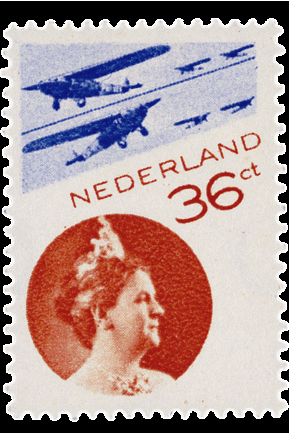
Wilhelmine
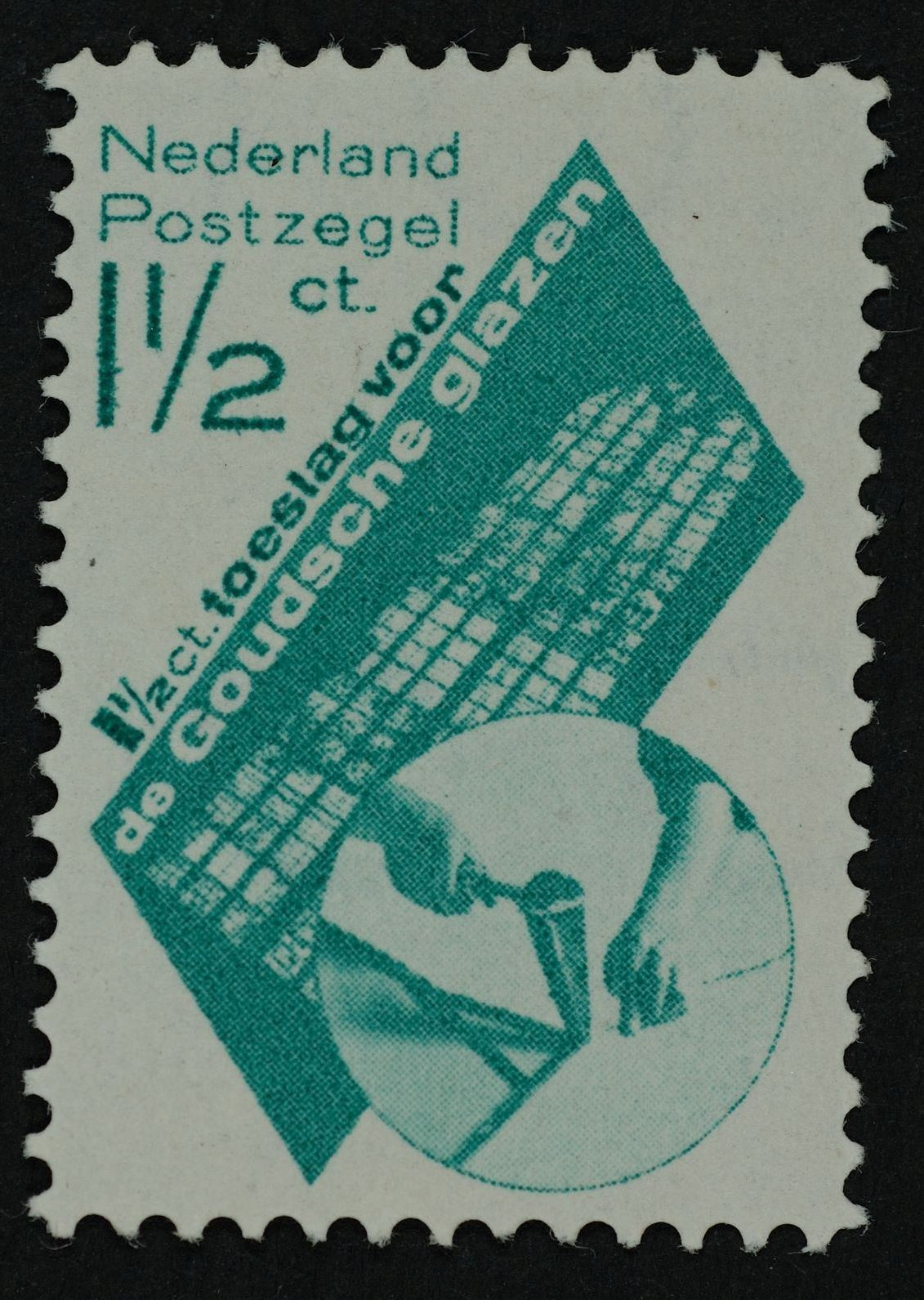
Vitraux Église Saint-Jean de Gouda